# Jaskier jadowity
Jaskier jadowity, jaskrzyca (Ranunculus sceleratus L.) – gatunek rośliny z rodziny jaskrowatych (Ranunculaceae). Występuje naturalnie w Ameryce Północnej, w północnej części Afryki, w Europie oraz Azji. W Polsce dość pospolity na całym niżu i w niższych położeniach górskich, ale jest rzadszy od jaskra ostrego.

## Rozmieszczenie geograficzne
Rośnie naturalnie w Ameryce Północnej, w północnej części Afryki, w Europie oraz Azji. W Kanadzie został zaobserwowany w Ontario, Nowej Szkocji, Nowym Brunszwiku, Nowej Fundlandii i Labradorze, w południowych częściach prowincji Quebec, Manitoba i Saskatchewan oraz w południowo-wschodniej części Alberty. Występuje także we francuskiej wspólnocie zamorskiej Saint-Pierre i Miquelon. W Stanach Zjednoczonych został zarejestrowany w stanach Connecticut, Indiana, Maine, Massachusetts, Michigan, New Hampshire, New Jersey, Nowy Jork, Ohio, Pensylwania, Rhode Island, Vermont, Wirginia Zachodnia, Wirginia, Alabama, Arkansas, Delaware, Floryda, Georgia, Kentucky, Luizjana, Maryland, Missisipi, Karolina Północna, Karolina Południowa, Tennessee, Illinois, Iowa, Kansas, Minnesota, Missouri, Nebraska, Dakota Północna, Dakota Południowa, Oklahoma, Wisconsin, Teksas, w zachodnim Oregonie, w zachodniej części stanu Waszyngton, w północnej Kalifornii oraz w Dystrykcie Kolumbii. W Afryce spotykany jest w Maroku, Tunezji oraz północnych częściach Algierii i Egiptu. W Europie występuje w Portugalii, Hiszpanii (wliczając Baleary), Francji (łącznie z Korsyką), Belgii, Holandii, Irlandii, Wielkiej Brytanii, Danii, Norwegii, w południowych częściach Szwecji i Finlandii, w Estonii, na Łotwie, Litwie, Białorusi, Ukrainie (wliczając Krym), Słowacji, w Polsce, Czechach, Niemczech, Szwajcarii, Austrii, na Węgrzech, we Włoszech (łącznie z Sycylią), Słowenii, Chorwacji, Bośni i Hercegowinie, Serbii, Macedonii Północnej, Albanii, Grecji, Bułgarii i Rumunii. W Rosji rośnie zarówno w europejskiej, jak i azjatyckiej jej części. Ponadto w Azji został zaobserwowany w Gruzji, Azerbejdżanie, Armenii, Turcji, Syrii, Libanie, Izraelu, Iraku, Iranie, Afganistanie, Pakistanie, w północnej części Indii, w Nepalu, Bhutanie, Uzbekistanie, Turkmenistanie, Kirgistanie, Kazachstanie, Mongolii, Chinach oraz Japonii (na wszystkich czterech głównych wyspach).

## Morfologia

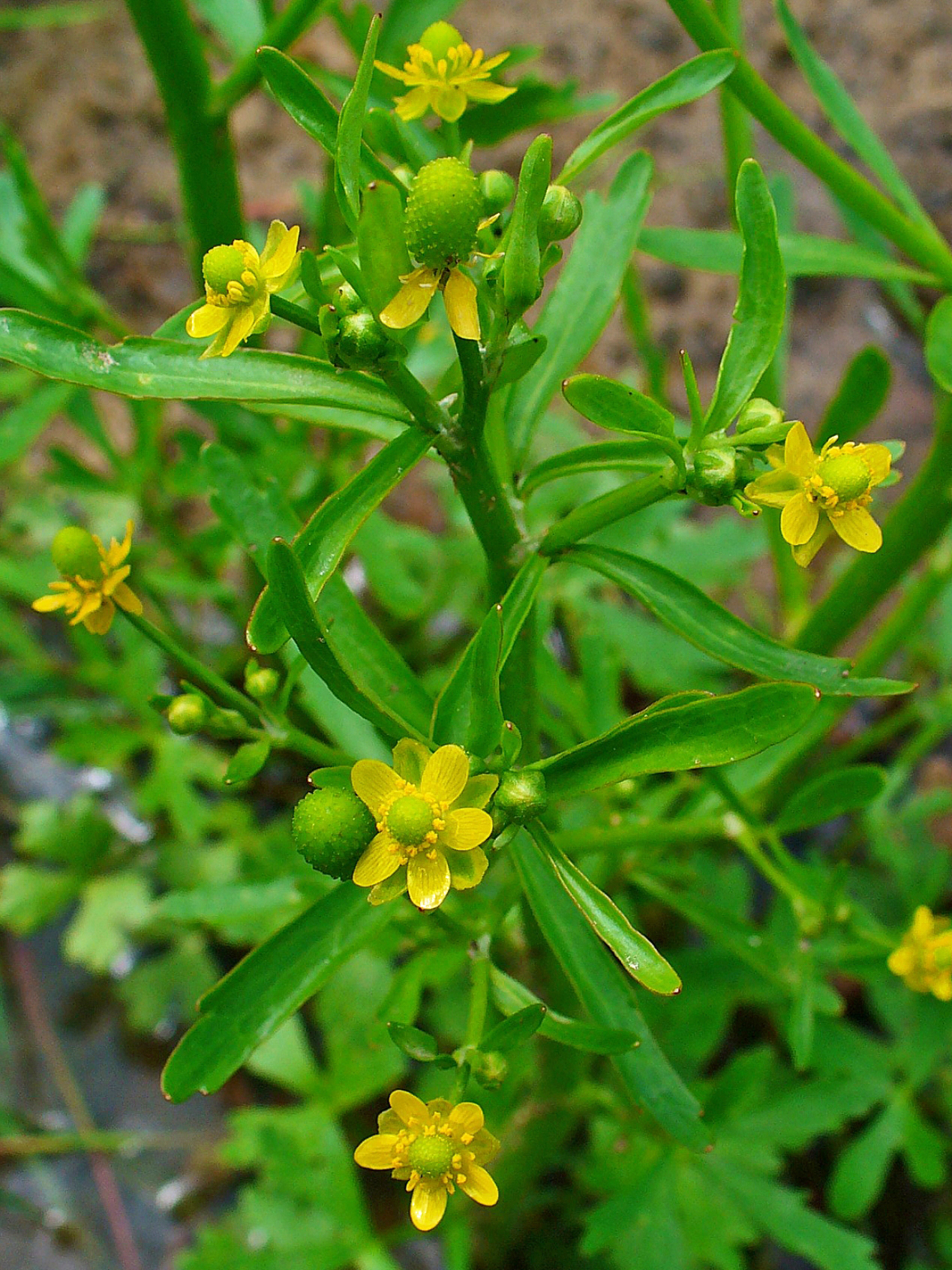
Kwiaty

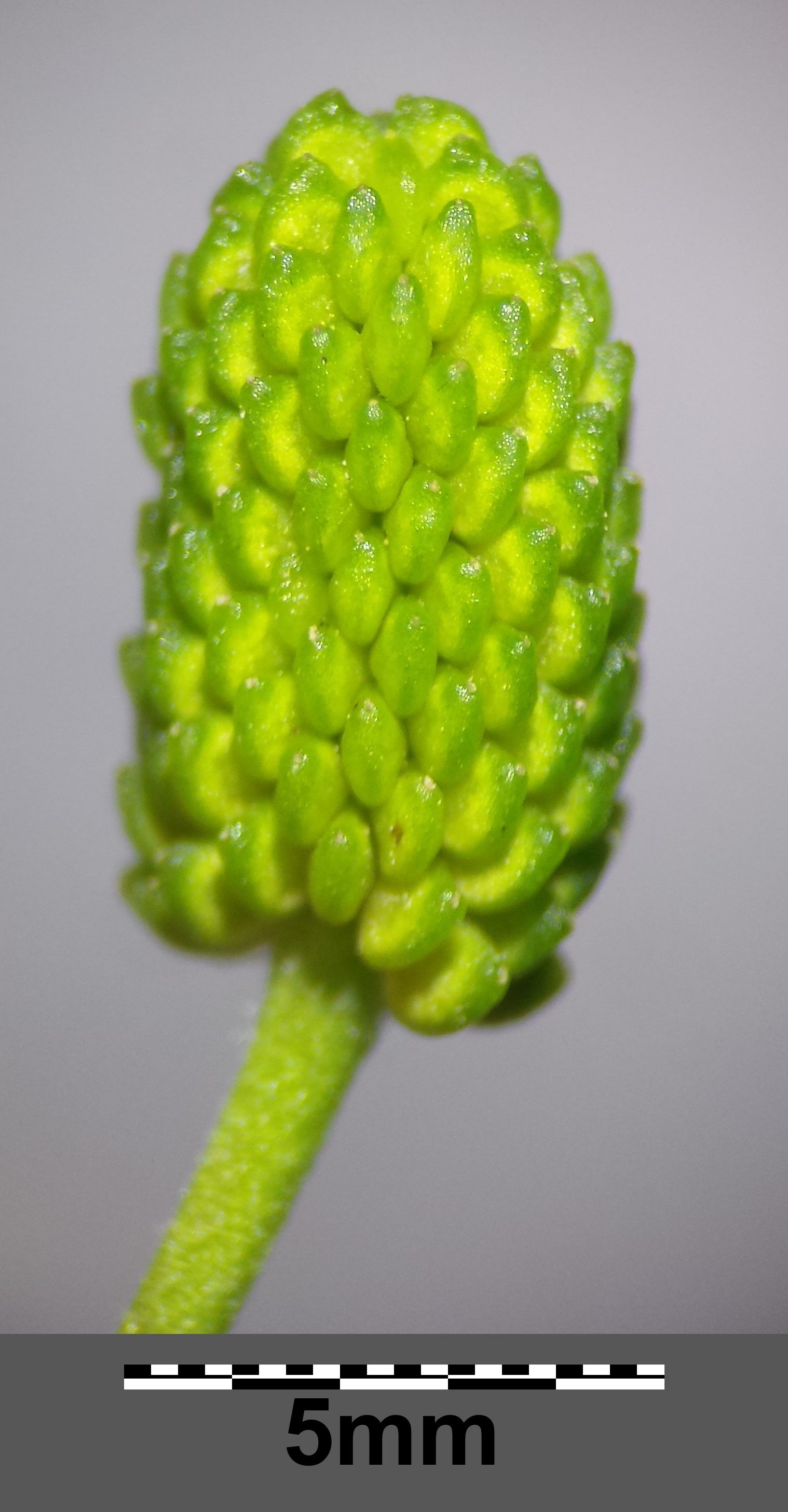
Owoce

ŁodygaRozgałęziona, gruba, dęta, naga, o wysokości do 100 cm, najczęściej 20–60 cm.
LiścieMięsiste, połyskujące; dolne dłoniasto 5-dzielne; o odcinkach odwrotnie jajowatych, głęboko wycinanych, brzegiem karbowanych; górne 3-dzielne, o odcinkach równowąskoklinowatych.
KwiatyJasnożółte, drobne, 6–12 mm w średnicy. Szypułki kwiatowe bruzdowane. Kielich o działkach żółtawozielonych, odstających, tak długich jak płatki, szybko odpadających. Miodnik nagi i bez zastawki. Owocki bardzo liczne, do kilkudziesięciu w jednym kwiecie.
OwocOwoc zbiorowy jajowaty, wydłużony, zawierający liczne pojedyncze owocki (70–100). Są one gładkie i spłaszczone po bokach.

## Biologia i ekologia

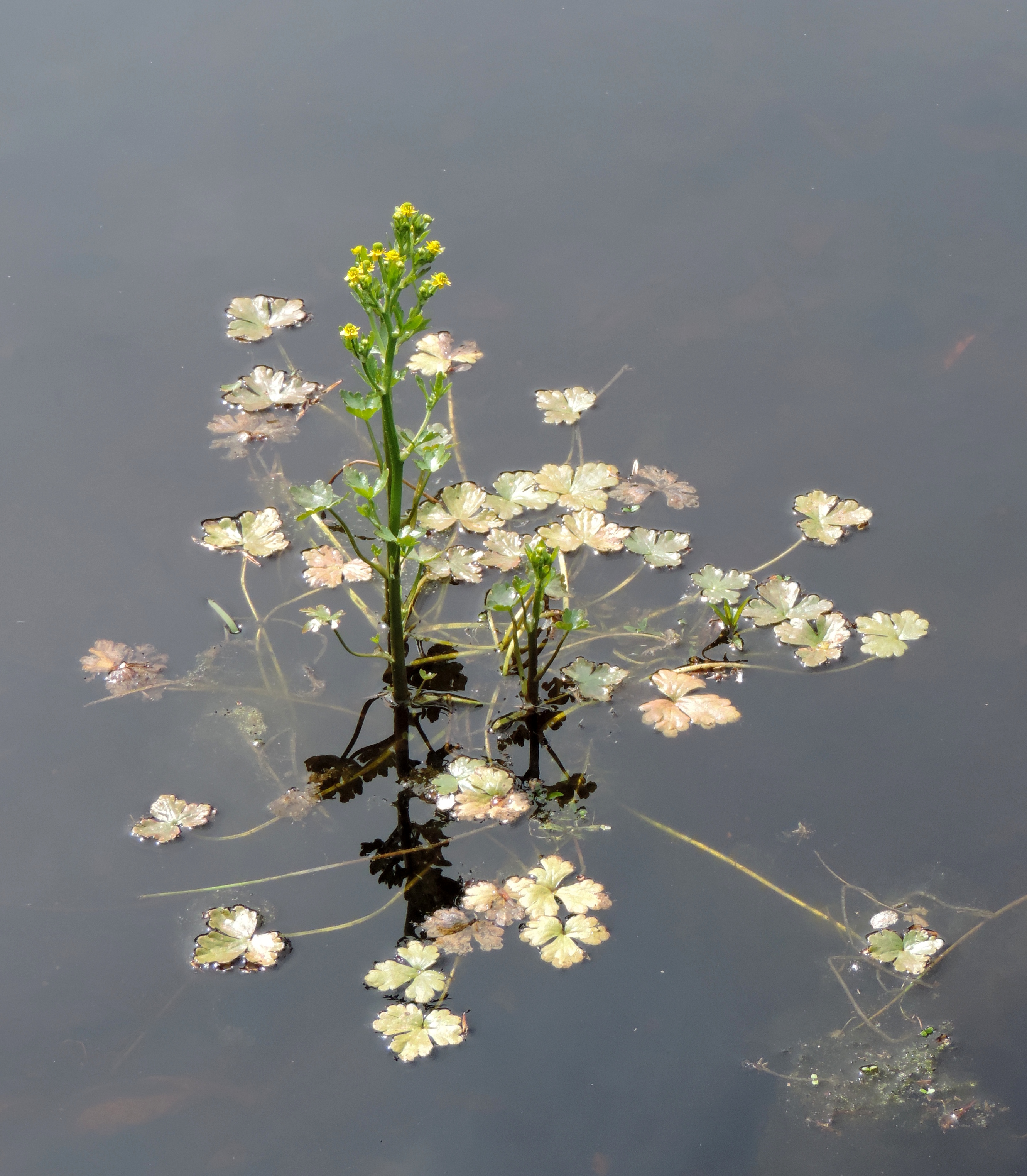
Jaskier jadowity z liśćmi pływającymi rosnący w wodzie

- Rozwój: Roślina jednoroczna. Kwitnie od maja do jesieni. Siedlisko: Brzegi wolno płynących wód i rzek, nad stawami, na mokrych łąkach, w miejscach wilgotnych, silnie zaszlamionych.
- Cechy fitochemiczne: Jest to najbardziej trujący ze wszystkich gatunków jaskrów krajowych – kilka kropel soku jaskra jadowitego powoduje lokalne zaczerwienienie skóry, wysypkę i pęcherze. Roślina zawiera do 2,5% trujących substancji, glikozydu ranunkuliny; protoanemoniny i anemoniny. Stosowany był w celu umyślnego spowodowania trudno gojących się ran i pęcherzy. Na błony śluzowe jamy ustnej, żołądka i jelit działanie soku z jaskra jadowitego jest znacznie silniejsze. Jak ustalił Schearer, największe ilości protoanemoniny znajdują się w roślinie w okresie kwitnienia. Należy do niebezpiecznych roślin trujących (Hoelscher, Kaiser, Müller, Meayer). Polli umieścił ten gatunek na czele wszystkich trujących jaskrów, stąd jego nazwa gatunkowa.

## Zmienność
W obrębie tego gatunku oprócz podgatunku nominatywnego wyróżniono jeden podgatunek:
- Ranunculus sceleratus subsp. reptabundus (Rupr.) Hultén

Ponadto wyróżniono dwie odmiany:
- Ranunculus sceleratus var. longissimus (Lunell) L.D. Benson
- Ranunculus sceleratus var. multifidus Nutt.